# 元永慶太郎
元永 慶太郎（もとなが けいたろう）は、日本のアニメ演出家、アニメ監督。福岡県田川市出身。ごくまれに「もとなが けいたろう」とクレジットされることもある。また、ペンネームの「筑豊太郎」を使用することがある。
かつてはスタジオエックスに所属しており、当時所属していたメンバーの平山まどか、堀井久美、長岡康史らとは2005年の解散後の現在も、仕事を共にすることが多い。

## 主な作品

### 監督

#### テレビアニメ
2002年
- GetBackers-奪還屋-（-2003年、古橋一浩との共同監督）

2004年
- ゆめりあ
- To Heart 〜Remember my Memories〜

2005年
- あまえないでよっ!!

2006年
- あまえないでよっ!!喝!!
- プリンセス・プリンセス
- らぶドル 〜Lovely Idol〜

2007年
- School Days

2008年
- あかね色に染まる坂

2009年
- タユタマ -Kiss on my Deity-

2010年
- 刀語

2011年
- お兄ちゃんのことなんかぜんぜん好きじゃないんだからねっ!!
- 真剣で私に恋しなさい!!

2012年
- ヨルムンガンド
- ヨルムンガンド PERFECT ORDER

2013年
- デート・ア・ライブ
- 銀河機攻隊 マジェスティックプリンス

2014年
- デート・ア・ライブII

2015年
- うたわれるもの 偽りの仮面

2016年
- CHEATING CRAFT

2017年
- TSUKIPRO THE ANIMATION（総監督）

2018年
- CONCEPTION

2019年
- 超可動ガール1/6
- デート・ア・ライブIII

2021年
- 装甲娘戦機

2022年
- 賢者の弟子を名乗る賢者

2023年
- はめつのおうこく

2024年
- HIGHSPEED Étoile

2025年
- 最強の王様、二度目の人生は何をする?

#### 劇場アニメ
2015年
- PERSONA3 THE MOVIE #3 Falling Down
- 劇場版デート・ア・ライブ 万由里ジャッジメント

2016年
- 劇場版 マジェスティックプリンス -覚醒の遺伝子-

#### OVA
2001年
- Malice@Doll
- キカイダー01 THE ANIMATION
- 新世紀くりいむレモン「エスカレーション ディ・リーベ」（18禁）

2002年
- 新世紀くりいむレモン「亜美 RENCONTRER」（18禁）
- カナリア 〜この想いを歌に乗せて〜
- 屈折（18禁）

2003年
- 百舌鳥ノ贄（もずのにえ）早贄（18禁）

2004年
- Phantom -PHANTOM THE ANIMATION-

2008年
- School Days 〜マジカルハート☆こころちゃん〜
- クイズマジックアカデミー

2009年
- あかね色に染まる坂 ハードコア

2015年
- デジモンアドベンチャー tri.

#### ゲーム
- クイーンズゲイト スパイラルカオス（2011年、アニメーションパート）

### 演出・絵コンテなど
- どんどんドメルとロン（1988年 - 1989年）絵コンテ・演出
- 機動警察パトレイバー（1989年 - 1990年）絵コンテ・演出
- 銀河英雄伝説第1期（1989年、OVA）演出
- ジャングル大帝（1990年）演出
- YAWARA!（1990年）演出
- 魔物ハンター妖子（1990年、OVA）助監督
- 緊急発進セイバーキッズ（1991年 - 1992年）絵コンテ・演出
- ルパン三世 ナポレオンの辞書を奪え（1991年）演出
- 絶対無敵ライジンオー（1991年 - 1992年）演出
- ルパン三世 ロシアより愛をこめて（1992年）演出
- ママは小学4年生（1992年）演出
- 超電動ロボ 鉄人28号FX（1992年 - 1993年）絵コンテ・演出
- 元気爆発ガンバルガー（1992年 - 1993年）絵コンテ・演出
- カリメロ（1993年）演出
- GATCHAMAN（1994年、OVA）演出
- 銀河英雄伝説第3期（1994年、OVA）絵コンテ
- 魔法騎士レイアース（1994年 - 1995年）演出
- 戦ー少女イクセリオン（1995年、OVA）演出
- ふしぎ遊戯（1995年 - 1996年）演出
- バーチャファイター（1995年）演出
- Ninja者（1996年、OVA）演出
- 覚悟のススメ（1996年、OVA）演出
- 名探偵コナン（1996年 - ）演出
- ガンバリスト!駿（1996年 - 1997年）演出
- ポケットモンスター（1997年 - 2002年）演出
- 吸血姫美夕（1997年 - 1998年）助監督・絵コンテ・演出
- レイアース（1997年、OVA）演出
- フォトン（1997年、OVA）演出
- DTエイトロン（1998年）演出
- デビルマンレディー（1998年）絵コンテ・演出
- 真ゲッターロボ 世界最後の日（1999年、OVA）絵コンテ・演出
- 星界の紋章（1999年）演出
- 星界の戦旗（2000年）演出
- HUNTER×HUNTER（2000年）演出
- サクラ大戦 轟華絢爛（2000年、OVA）演出
- アルジェントソーマ（2001年）演出
- PROJECT ARMS（2001年）演出
- 真ゲッターロボ対ネオゲッターロボ（2001年、OVA）演出
- 朝霧の巫女（2002年）演出
- 神魂合体ゴーダンナー!!（2003年）演出
- 神魂合体ゴーダンナー!! SECOND SEASON（2004年）演出
- Get Ride! アムドライバー（2004年）エンディングアニメーション演出
- ひぐらしのなく頃に解（2007年）演出
- バンブーブレード（2007年 - 2008年）演出
- 今日からマ王! 第3シリーズ（2008年）演出
- 二十面相の娘（2008年）演出
- 恋姫†無双（2008年）演出
- 伯爵と妖精（2008年）演出 ※筑豊太郎名義
- ティアーズ・トゥ・ティアラ（2009年）演出 ※筑豊太郎名義
- 真・恋姫†無双（2009年）演出
- にゃんこい!（2009年）演出
- TSUKIPRO THE ANIMATION（2017年）演出
- 最強の王様、二度目の人生は何をする?（2025年）絵コンテ・演出